# سرانجام سلطنت
سرانجام سلطنت (به فرانسوی: La Fin royale)،یا آری ماتامو 
(به تاهیتیایی: Arii Matamoe) ، یک نقاشی رنگ روغن بر روی پارچه ضخیم توسط هنرمند فرانسوی پل گوگن است که در سال ۱۸۹۲ در اولین بازدید نقاش از تاهیتی ایجاد شده‌است. این اثر سر جدا شده زنی را روی یک بالش نشان می‌دهد که سابقاً در عزاداری‌ها به نمایش درمی‌آمده‌است و اگرچه آیین عزاداری معمول یا معاصر تاهیتیان را به تصویر نمی‌کشد، اما ممکن است الهام گرفته از مرگ پوماره پنجم (آخرین پادشاه تاهیتی- ۳ نوامبر ۱۸۳۹–۱۲ ژوئن ۱۸۹۱)، در سال ۱۸۹۱ اندکی پس از ورود گوگن باشد.

## توضیحات

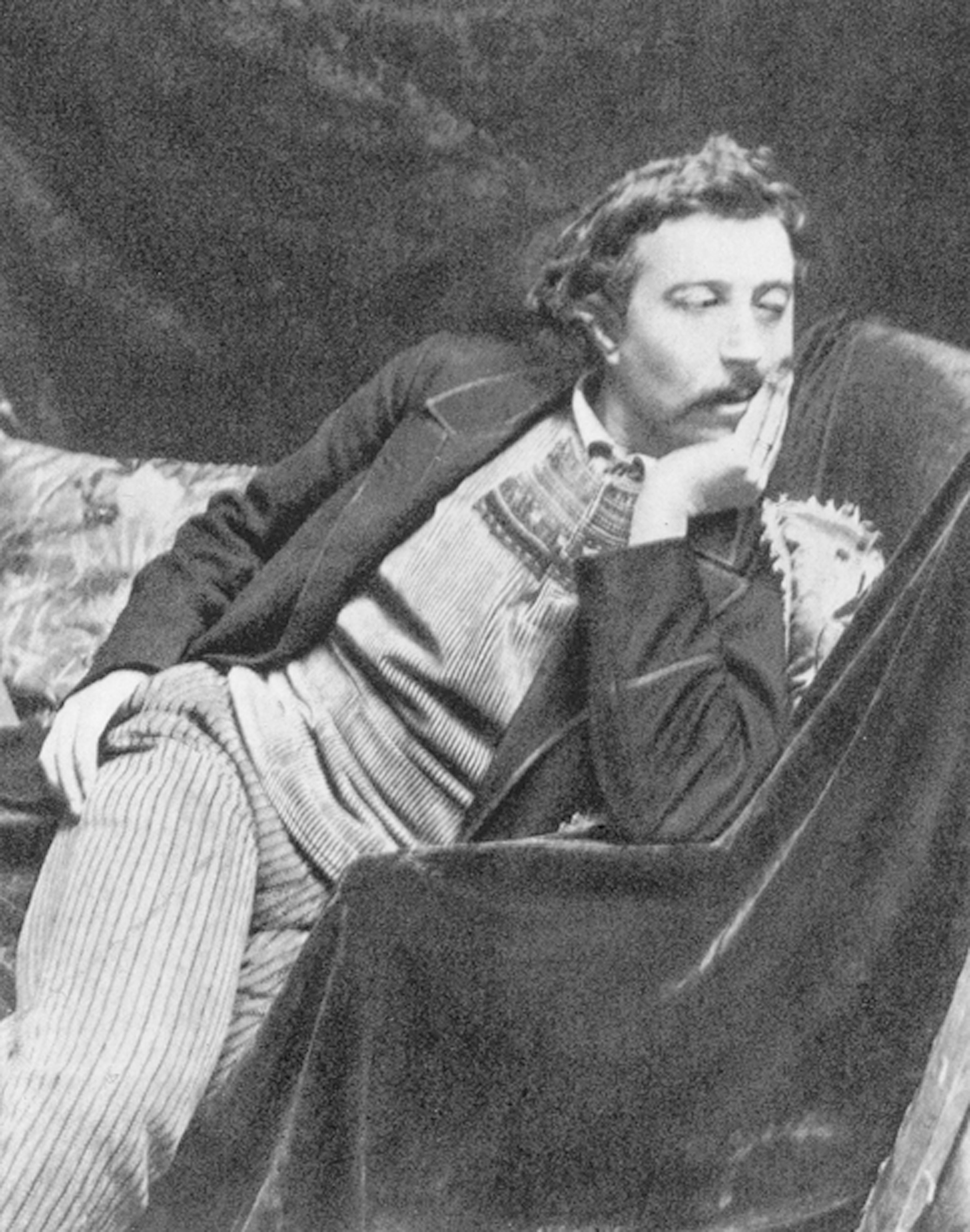
پل گوگن، حوالی ۱۸۹۱

در سال ۱۸۹۱، گوگن به یک سفر که دو ماه به طول انجامید، به تاهیتی رفت و انتظار داشت که یک بهشت زمینی دست نخورده را تجربه کند که متفاوت با تجربه اروپایی اش باشد. اما او از این تجربه سفر به پاپت ناخرسند شد. پس از گذشت سه ماه به روستای ماتئیا رفت و در این‌جا بود که از چشم‌اندازها الهام گرفت و ده‌ها نقاشی را به انجام رساند.